# Friluftsbadet
Friluftsbadet i  Aalborg var et populært badeområde i form af et område udstykket direkte af Limfjordens vande. Oprindeligt var området indhegnet med faste åbningstider. Der var en afskærmet svømmepøl med springvippe, brusebade og toiletter, et område med strandkant samt et afgrænset område direkte i Limfjorden, hvor der blev foretaget Open Swim svømmeture.
Stedet blev oprindeligt oprettet af den tyske besættelsesmagt i 1940'erne som en vandflyver-plads. I 1947 blev området ombygget og gjort tilgængeligt som folkelig friluftsbad. I 2015 blev det nedslidte anlæg af Friluftsbadet lukket ned for at gennemgå udvidelse for at genopstå som Vestre Fjordpark.
Friluftsbadets adresse var Skydebanevej 14 i Vestbyen, Aalborg.